# Abe Jidōsha Kōgyō
Abe Jidōsha Kōgyō (jap. エーブ自動車工業, Ēbu Jidōsha Kōgyō) war ein japanischer Motorradhersteller der 1950er Jahre mit Sitz in Meguro. Die Motorräder wurden unter der Marke Abe Star vertrieben.
Das erste Modell war eine Maschine, die von einem 338-cm³-Motor angetrieben wurde. Das bekannteste Motorrad von Abe Star wurde von Abe Star selbst konstruiert und hatte einen 148-cm³-Einzylinder-Viertaktmotor mit zwei im Zylinderkopf hängenden Ventilen und untenliegender Nockenwelle. Die Motorräder von Abe Star wurden von 1951 bis 1959 gebaut.